# Факультет культури і мистецтв Львівського національного університету імені Івана Франка
Факультет культури і мистецтв Львівського національного університету імені Івана Франка — є структурним підрозділом Львівського національного університету імені Івана Франка і покликаний провадити фундаментальну підготовку спеціалістів у галузі культури і мистецтв.

## Історія
Факультет культури і мистецтв — один із наймолодших у Львівському національному університеті імені Івана Франка,  був створений  Наказом Ректора № 632 від 26 березня 2004 року. Та історія мистецької освіти в Університеті має понад столітню історію: 1912 року професор Адольф Хибінський заснував один із перших в Європі Інститут музикології Університету ім. Яна Казимира. Його майже тридцятилітня діяльність (до вересня 1939 р.) не тільки заклала основи музикології як університетської дисципліни, музикознавчої періодики та публіцистики, а й виховала цілу плеяду українських та польських вчених, які сформували провідні напрямки музично-теоретичних та історичних досліджень, етномузикології, органології, філософії музики тощо.
Відродження мистецької освіти ЛНУ ім. Івана Франка розпочалася 1999 року, коли за наказом Ректора І. О. Вакарчука № 420 від 09.04.1999 р. у складі філологічного факультету відкрито кафедру театрознавства та акторської майстерності, яку очолив професор, академік НАМ України, народний артист України, лауреат Національної премії України ім. Тараса Шевченка, провідний майстер сцени Національного академічного українського драматичного театру ім. Марії Заньковецької Богдан Козак. Цього ж року у межах філологічного факультету була створена кафедра книгознавства, бібліотекознавства і бібліографії, яку очолила заступник директора Національної бібліотеки НАН України ім. Василя Стефаника, кандидат філологічних наук, доцент Ольга Колосовська.
2002 року було засновано кафедру режисури (з 2010 року — кафедра режисури та хореографії). До керівництва кафедрою запрошено художнього керівника Національного театру ім. Марії Заньковецької, професора, народного артиста України, лауреата Національної премії України ім. Тараса Шевченка Федора Стригуна.
До вже існуючих трьох кафедр новоствореного факультету 2005 р. додалася кафедра музичного мистецтва, яку незмінно очолює кандидат педагогічних наук, доцент  Світлана Салдан.
2011 р. за наказом Ректора № 0-70 від 23.06.2011 р. на факультеті відкрито три нові кафедри — музикознавства, філософії мистецтв, хорового співу.
Станом на 2025 рік - в структурі факультету діє шість кафедр: музичного мистецтва, режисури та хореографії, музикознавства та хорового мистецтва, театрознавства та акторської майстерності, соціокультурного менеджменту, бібліотекознавства і бібліографії.
Професорсько-викладацький склад факультету упродовж двадцяти одного року змінювався кількісно та якісно. Від 119 викладачів (з них – 9 професорів, 26 доцентів, 9 старших викладачів та 74 асистентів) на початку діяльності, сьогодні колектив зріс до майже двохсот викладачів, серед них – 18 професорів, докторів наук, 51 кандидат наук, доцент (в т.ч. б.а.) та 106 асистентів (в т.ч. ст.викладачів). Показово, що значна частина молодої генерації викладацького складу – випускники факультету, які продовжують свою наукову кар’єру як аспіранти та здобувачі у різних галузях мистецтвознавства, культурології, інформаційної справи, бібліотекознавства.
На  кафедрах факультету готують фахівців за освітніми рівнями Бакалавр (3 роки і 10 місяців навчання), Магістр (1 рік і 4 місяці навчання), Доктор філософії (4 роки). У перший рік діяльності факультету (2004) тут навчались на всіх освітніх напрямках 145 студентів. Станом на 2024/2025 н. р. загальна кількість студентів факультету становить 542 особи (на денній і заочній формах навчання). У 2016 році здійснено перший набір за третім освітнім рівнем - доктор філософії - спеціальності "Музичне мистецтво". У 2017 році було отримано ліцензію на провадження освітньої діяльності і вперше здійснено набір за ОР Бакалавр (у 2017 р.) і ОР Магістр  (у 2018 р.) студентів спеціальності "Менеджмент соціокультурної діяльності". У 2018 р. отримано ліцензію на провадження освітньої діяльності за третім освітнім рівнем - доктор філософії зі спеціальності "Хореографія"
Свій науковий, мистецько-науковий та науково-методичний доробок викладачі факультету публікують у міжнародних та українських наукових журналах, а також у монографіях, підручниках та навчальних посібниках. Щорічно на факультеті проводять наукові та студентські наукові конференції, де обговорюють сучасні проблеми відповідних галузей наук про культуру, мистецтво, бібліотечну та інформаційну справу.
Факультет веде підготовку фахівців зі спеціальностей "Інформаційна, бібліотечна та архівна справа"; "Сценічне мистецтво"; Середня освіта ("Мистецтво.Музичне мистецтво"); "Музичне мистецтво" (Хорове диригування та Музикознавство); "Хореографія"; "Менеджмент соціокультурної діяльності" ОР Бакалавр і Магістр. Зі спеціальностей "Музичне мистецтво" та "Хореографія" - за ІІІ освітнім ступенем (доктор філософії/доктор мистецтва).

## Структура
До факультету культури і мистецтв ЛНУ ім. Івана Франка входять 6 кафедр:
- Бібліотекознавства і бібліографії (завідує доцент Білоусова Роксана Зіновіївна). Ця кафедра готує фахівців за напрямом Книгознавство, бібліотекознавство і бібліографія. Навчально-педагогічний процес кафедри забезпечують провідні фахівці-теоретики, а також практики наукових львівських бібліотек, архівів, інформаційних центрів. Пріоритетним для педагогів кафедри є виховання фахівців нового покоління, які відповідали б найсучаснішим вимогам, що їх висувають перед працівниками бібліотек, книгознавцями, бібліографами новітні інформаційні технології. Враховуючи цю концепцію, розроблено комплекс фахових навчальних дисциплін, до якого увійшли бібліотекознавство, бібліографознавство, організація галузевих інформаційних ресурсів, пошук інформації в інформаційних системах, електронні видання, документознавство, архівна справа. Від 2010 р. на кафедрі відкрито заочну форму навчання і зроблено перший набір на І курс (за загальносередньою освітою) та на ІІІ курс (на базі спеціальної середньої освіти, диплом молодшого спеціаліста).
- Музикознавства та хорового мистецтва (завідує доцент Дубровний Тарас Миколайович).
- Музичного мистецтва (завідує доцент Салдан Світлана Олександрівна). Випускники кафедри покликані якісно, використовуючи найбільш ефективні методи розвитку музичних здібностей школярів, що існують у Європі та мають історичні джерела в Україні, готувати учнів загальноосвітніх шкіл до відродження та збагачення духовних скарбів України, національної музичної культури. Кафедра пишається своїми студентськими художніми колективами: мішаним, жіночим і чоловічим хорами, інструментальними ансамблями скрипалів та бандуристів, дуетом акордеоністів, оркестром народних інструментів. Студенти кафедри музичного мистецтва — незмінні учасники загально факультетських, загальноуніверситетських, міських та обласних мистецьких акцій та концертів. Вони неодноразово ставали переможцями професійних конкурсів серед вокалістів та музикантів.
- Режисури та хореографії (завідує професор Стригун Федір Миколайович). Кафедра режисури готує спеціалістів за спеціальністю Хореографія. За цей період здійснено два випуски режисерів, котрі сьогодні успішно працюють у львівських театрах. Від 2010 року кафедра розпочала підготовку фахівців з напряму Хореографія: було здійснено перший набір студентів на І курс (на базі загальносередньої освіти) та на ІІІ курс (на базі спеціальної середньої освіти, диплом молодшого спеціаліста). Студенти вивчають різні види і форми хореографічного мистецтва, здобувають професійні навички у галузі виконавської майстерності, а також як майбутні постановники-хореографи. Поруч із практичною діяльністю викладачі кафедри працюють істориками та дослідниками у новій галузі — Хореологія.
- Театрознавства та акторської майстерності (завідує професор Баша Олена Петрівна). За напрямом підготовки Театральне мистецтво (театрознавство) кафедра готує театрознавців — істориків, теоретиків, критиків. Особливу увагу приділено вивченню історії національного театру, зокрема українського професійного театру в Галичині. Упродовж навчання студенти опановують увесь комплекс театрознавчих дисциплін. Обов'язковою умовою навчання майбутніх театрознавців є ознайомлення з виробничим і творчим життям професійних театрів, із процесом творення та реалізації вистави, з безпосередньою роботою театральних митців — під час навчальних та виробничих практик, а також за програмами фахових дисциплін.
- Соціокультурного менеджменту (завідує Белінська Людмила Семенівна). Основні напрямки наукових досліджень — філософія музики, літератури, образотворчого мистецтва, родинної культури, культурна антропологія, історія світової культури, основи соціокультурної діяльності тощо. Налагоджена співпраця з Вроцлавським, Ряшівським університетами (Польща), Львівською академією мистецтв, Харківським університетом ім. В. Каразіна тощо.

Окрім шести кафедр на факультеті існують:
- музичний кабінет (колекція музичних інструментів);
- музична бібліотека (тут міститься різноманітна навчальна спеціалізована література);
- лабараторія музично-медієвістичних досліджень;
- комп'ютерний клас;
- редакція журналу «Просценіум»;
- господарський відділ.

## Співпраця
Факультет культури і мистецтв співпрацює з мистецькими, науковими, творчими центрами та установами в Україні та за її межами. Зокрема, укладено угоди про співпрацю з Київським національним університетом театру, кіно і телебачення імені Івана Карпенка-Карого (обмін студентами, викладачами, навчально-методичною і науковою літературою), з польськими театральними і культурологічними установами — Міжнародною школою гуманітарних наук Східної і Центральної Європи (Варшава), Вроцлавським університетом, Вищою театральною школою ім. Людвіка Сольського (Краків). Це дає змогу студентам — театрознавцям, акторам, культурологам — щороку навчатися у Варшаві, Кракові та Вроцлаві. Тісну співпрацю налагоджено з Британською радою у Львові, Українсько-австрійським бюро кооперації в науці, освіті та культурі у Львові, завдяки чому студенти факультету можуть удосконалювати знання іноземних мов та фахових дисциплін, навчаючись в університетах Європи.

## Адміністрація

### Деканат
Декан факультету культури і мистецтв — доцент, кандидат філологічних наук Циганик Мирослава Іванівна.
Заступники декана — доцент Біловус Галина Григорівна; доцент Ферендович Мар'яна Василівна; ст.викл. Бень Галина Любомирівна.
Диспетчер навчально-методичного відділу – Боднар Анастасія Андріївна.
Методист навчального-методичного відділу – Лисенко Дана Анатоліївна.
Диспетчер деканату  – Назарчук Христина Анатоліївна.
Секретар деканату – Жолна Денис Юрійович.

### Вчена рада
Циганик Мирослава Іванівна (голова), Белінська Людмила Семенівна (заступник голови), Лаврентій Роман Ярославович (секретар), Бень Галина Любомирівна, Гнаткович Оксана Дмитрівна, Біловус Галина Григорівна, Білоусова Роксана Зіновіївна, Демчук Наталія Романівна, Величко Оксана Богданівна, Дубровний Тарас Миколайович, Максименко Світлана Михайлівна, Максимчук Максим Віталійович, Петрик Олег Олегович, Плахотнюк Олександр Анатолійович, Салдан Світлана Олександрівна, Сиротинська Наталія Ігорівна, Ферендович Мар'яна Василівна, Чучман Василь Мар'янович, Кринська Андріана Михайлівна.

### Викладацький склад
Зараз на факультеті працює 160 викладачів. 74 з них мають наукові та вчені звання, в тому числі:
- доктор наук, професор - 21;
- кандидат наук, доцент - 53.

Понад 30 викладачів відзначені почесними званнями, в тому числі:
- 10 народних артистів України;
- 7 заслужених артистів України;
- 10 заслужених діячів мистецтва України;
- 2 заслужених працівників культури України;
- 1 заслужений працівник освіти України;
- 1 заслужений журналіст України.

## Наукові видання
- Вісник Львівського університету. Серія мистецтвознавство.
- Театрознавчий часопис «Просценіум»